# Esko Valsta
Esko Ilmari Valsta (till 1935 Vallenius), född 26 augusti 1924 i Nystad, död 6 augusti 2008, var en finländsk cellist. Han var bror till Tapani Valsta.
Valsta studerade 1940–1947 cellospel vid Sibelius-Akademin och höll sin debutkonsert 1947, varpå han fortsatte studierna i Göteborg och Paris. Han var 1950–1961 andre cellist vid Helsingfors stadsorkester och 1961–1974 solocellist. Han blev 1974 lärare vid Helsingfors konservatorium. Han konserterade även i Norden, Mellaneuropa och Ryssland.